# Isotype

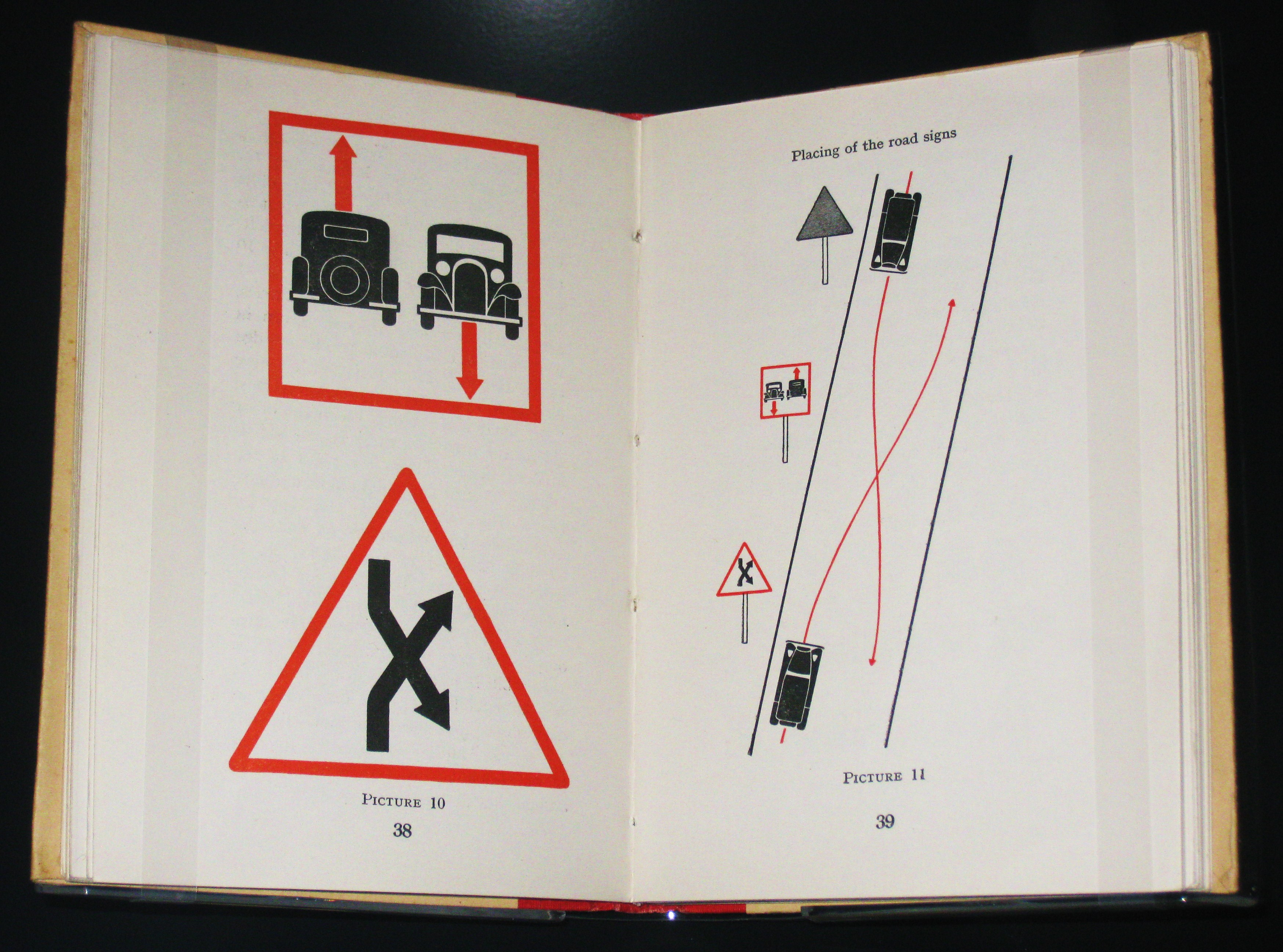
Strona z książki autorstwa Otto Neuratha z 1937 roku

Isotype (International System of Typographic Picture Education) - język graficzny, metoda wyjaśniająca współczesny świat za pomocą języka wizualnego. Za twórcę Isotype jest powszechnie uważany Otto Neurath, austriacki socjolog, zajmujący się także ekonomią polityczną i innymi naukami społecznymi, wizjoner, aktywny promotor nowego sposobu kształcenia i informowania ludzi, specjalista od języka i komunikacji.

## Historia powstania
Język wizualny powstał w wyniku prac zespołu pod kierunkiem Otto Neuratha, który składał się z dwóch dyrektorów artystycznych, dwóch analityków, współpracowników Muzeum oraz wielu techników i naukowców, których Neurath zapraszał do prowadzenia badań. Byli wśród nich eksperci od statystyki, historii, medycyny, kartografii, geografii, inżynierii, zarządzania przemysłem, historii sztuki itd.
Zespół odrzucił stare metody i rozpoczął eksperymenty z nowo stworzonym językiem wizualnym. Jego podstawę stanowiły symbole zaprojektowane tak, aby nie tylko przenosiły określone znaczenia, ale by w zestawieniach tworzyły złożone znaki, jak ma to miejsce w przypadku słów. Kiedy podstawowe figury statystyczne były gotowe, przystąpiono do wdrażania głównej zasady konstruowania diagramów: ilość nie miała być ilustrowana wielkością znaku lecz jego zwielokrotnieniem; kolor był używany w celu rozróżniania lub nadania znaczenia; tytuły oraz legendy złożone były Futurą – krojem pisma autorstwa Paula Rennera, odlanym przez Buer Foundry w połowie lat 20.
W ten sposób w 1925 r. powstał nowy międzynarodowy język graficzny, który Otto Neurath nazwał „metodą wiedeńską”. W połowie lat 30. nadano mu nową nazwę, pod którą jest znany obecnie – Isotype (International System of Typographic Picture Education). W 1939 roku została opublikowana książka "Modern Man in the Making". Opisywała ona historię ludzkości przy pomocy Isotype.
Zasady Isotype były konsekwentnie stosowane przez 50 lat. Piktogramy stały się pomostem łączącym symboliczny, ogólny język i bezpośrednie, empiryczne doświadczenie.